# Danix
DANIX je distribuce GNU/Linuxu na LiveCD, vhodná především pro české začínající uživatele, kteří si GNU/Linux chtějí zkusit. 
DANIX není potřeba instalovat, běží přímo z CD. Instalace je však také možná. Je také možno vytvořením doplňujícího modulu vlastní verzi.
DANIX je technologicky postaven na Debianu a usiluje o maximální možnou míru kompatibility s Debianem. 